# American Diabetes Association
Die American Diabetes Association (ADA) ist eine in den Vereinigten Staaten bestehende Vereinigung von Ärzten, anderen medizinischen Fachkräften, Naturwissenschaftlern und Studenten, die im Bereich der Behandlung und Erforschung des Diabetes mellitus tätig sind, sowie Patienten, Angehörige und Förderer. Die ADA hat 250 Mitarbeiter und ihren Sitz in Arlington, VA.
Sie wurde 1940 als ärztliche Fachgesellschaft gegründet und hat neben ihrem Hauptsitz in Alexandria rund 100 lokale Niederlassungen in den USA. Seit 1970 können, neben rund 20.000 Fachmitgliedern (Stand 2021), auch medizinische Laien in Form einer allgemeinen Mitgliedschaft der ADA beitreten. Dies sind derzeit 565.000 Freiwillige (Stand 2021).
Ziel der Gesellschaft ist die Prävention und Heilung des Diabetes mellitus und die Verbesserung des Lebens von Menschen, die von dieser Erkrankung betroffen sind. Zu diesem Zweck fördert sie insbesondere entsprechende Forschungsaktivitäten und die Verbreitung von Forschungsergebnissen durch die Veröffentlichung von Fachzeitschriften wie Diabetes Care und Diabetes sowie die Durchführung wissenschaftlicher Tagungen. Darüber hinaus zählen verschiedene Formen der Information von Patienten, Angehörigen, Fachkräften und der Öffentlichkeit über die Erkrankung zu ihren Aktivitäten.
Zur Anerkennung wissenschaftlicher und medizinischer Leistungen verleiht der Verein eine Reihe von Preisen. Als höchste Ehrung der Gesellschaft gilt die nach dem Mitentdecker des Insulins und Medizinnobelpreisträger Frederick Banting benannte Banting-Medaille. Oberstes Organ ist der Vorstand (Board of Directors), Chairman ist John Schlosser.